# Émile Muller
Émile Muller (Mülhausen, 1915-1988) fou un polític alsacià. Treballà com a obrer tipògraf i milità a la SFIO, alhora que fou l'encarregat d'impremta del seu òrgan Le Républicain alsacien  de 1952 a 1957; amb ella fou diputat per l'Alt Rin el 1958-1962 i alcalde de Mülhausen de 1956 a 1981. El 1974 deixà la SFIO per la seva aliança amb el PSF i amb l'antic comunista Auguste Lecoeur va fundar el Partit de la Democràcia Socialista el 1972, amb el que formà part del Moviment Reformador el 1974 i en fou elegit diputat a l'Assemblea Nacional Francesa de 1973 a 1978.
El 1973 fou fundador del Moviment Demòcrata Socialista de França, amb el que fou candidat a les eleccions presidencials franceses de 1974, però només va obtenir el 0,7% dels vots. Més tard ingressà a l'UDF, amb la que fou diputat per l'Alt Rin de 1978 a 1981.
| Precedit per: Jean Wagner | Alcalde de Mülhausen 1956 - 1981 | Succeït per: Joseph Klifa |